# Делурени (Јонешти)
Делурени (рум. Delureni) насеље је у Румунији у округу Валча у општини Јонешти. Oпштина се налази на надморској висини од 188 m.

## Становништво
Према подацима из 2002. године у насељу је живело 451 становника, од којих су сви румунске националности.